# Steppeplevier
De steppeplevier (Anarhynchus veredus) is een waadvogel uit de familie van plevieren (Charadriidae).

## Verspreiding en leefgebied
Deze soort komt voor van Siberië tot Mantsjoerije en Mongolië. Ze overwinteren in Australazië.

## Status
De grootte van de populatie wordt geschat op 160 duizend individuen. Op de Rode lijst van de IUCN heeft deze soort de status niet bedreigd.